# Noreppa xenarchus
Noreppa xenarchus är en fjärilsart som beskrevs av Hans Fruhstorfer 1916. Noreppa xenarchus ingår i släktet Noreppa och familjen praktfjärilar. Inga underarter finns listade i Catalogue of Life.